# داغستان
داغِستان (به معنی کوهستان)، با نام رسمی جمهوری داغستان، (به روسی: Респу́блика Дагеста́н, Respublika Dagestan)، یکی از ۸۵ واحد فدرال کشور روسیه است. این واحد فدرال به صورت یک جمهوری اداره می‌شود. این واحد فدرال، در سواحل غربی دریای خزر و در قسمت شرقی ناحیه قفقاز واقع شده است. مرکز و بزرگ‌ترین شهر آن مَخاچ‌قلعه نام دارد که در سواحل دریای خزر بنا شده است. پس از شهر مخاچ‌قلعه، شهر دربند مهم‌ترین شهر این جمهوری به حساب می‌آید. داغستان حدود ۲٫۹ میلیون نفر جمعیت دارد. نیاکان مردم داغستان از اقوام مختلف اهل قفقاز هستند، به‌واسطهٔ حضور گروه‌های قومی بسیار گوناگون در این سرزمین به‌جز زبان روسی، به بیش از ۳۰ زبان محلی همانند ترکی آذربایجانی، زبان تاتی قفقاز و آواری نیز گفتگو می‌شود.
نام داغستان از کلمهٔ ترکی «داغ» به‌معنی «کوه» و پسوند فارسی «ستان» به‌معنی «مکان» گرفته شده که در نتیجه «داغستان» به معنای «کوهستان» است.
در بخش جنوبی داغستان، رشته‌کوه قفقاز و در بخش شمالی، جلگهٔ خزر قرار دارد. از بخش مرکزی این جمهوری، رود ترک و رود سولاک عبور می‌کنند. دو رود اصلی آن که در کوه جریان دارند، سولاک در شمال و سامور در جنوب است. رشته‌کوه‌های سنگاووی و آندییسکی، مرزهای طبیعی داغستان را تشکیل می‌دهند.
از نظر زبانی، داغستان منطقه‌ای بی‌نظیر در دنیاست که در آن، سه گروه زبانی یعنی قفقازی، آلتایی و هندواروپایی موجود است. زبان معیار داغستان، زبان روسی است که به‌طور رسمی استفاده می‌شود. شایان ذکر است که هر کدام از این قومیت‌ها معمولاً چند روزنامه به زبان بومی و حتی برنامهٔ تلویزیونی را به زبانِ خویش دارند. الفبای تمامی این زبان‌ها که در حدود ۵۰ زبان است، سیریلیک است.
شهر دربند داغستان قرن‌ها شمالی‌ترین نقطه ایران و دژ مرزی شاهنشاهی ایران به‌شمار می‌آمد. شاهنشاهان ایران برای استوارتر ساختن این مرز، ایرانیان زیادی را از داخل کشور به منطقهٔ دربند کوچاندند. در مورد شهر دربند باید گفت که این شهر ایرانی، در دورهٔ اسلامی، با نام‌های «الباب» و «الابواب»؛ «باب»؛ «باب الابواب»؛ «دربند خزران»؛ «دربند شیروان»؛ «دربند خزر» و «دربند خزران»؛ و «باب الحدید» در منابع ضبط شده است و هم‌چنین ظاهراً «دمورقاپی» نام ترکی آن است که حمداللّه مستوفی از آن یاد کرده است.
در آن دوره، بخش‌هایی از داغستان روند ایرانی‌شدن جمعیت و فرهنگ خود را تجربه می‌کردند. پس از فتح ایران توسط اعراب، عرب‌ها نیز همین رویه را پیش گرفتند. اعراب زیادی به دربند وارد شده و اسلام را در داغستان گسترش دادند. داغستان از مناطقی بود که در پی امضای عهدنامهٔ گلستان از ایران جدا شد. از دههٔ نود میلادی به این‌سو، داغستان در مقاطعی شاهد خیزش اسلام‌گراها، جدایی‌طلبان و هم‌چنین درگیری قومی بوده است. بیشتر خشونت‌های اخیر در داغستان توسط گروه جهادگرایان اسلامی موسوم به «جماعت شریعت» انجام شده که خواهان تأسیس یک امارت اسلامی در داغستان هستند. گروه‌های صوفی در داغستان هوادار ادامهٔ حکومت سکولار در این منطقه هستند و این باعث وجود تنش میان آن‌ها و گروه‌های سلفی شده است.

## جغرافیا
جمهوری داغستان، جنوبی‌ترین بخش فدراسیون روسیه را تشکیل می‌دهد. مساحت داغستان حدود ۵۰٬۳۰۰ کیلومتر مربع است. داغستان در امتداد دریای خزر، حدود ۴۰۵ کیلومتر خط ساحلی دارد.
بیشتر سطح داغستان از مناطق کوهستانی تشکیل شده است. رشته‌کوه قفقاز، بخش جنوبی داغستان را پوشانده است. بلندترین نقطه داغستان، کوه بازاردوز با ۴۴۷۰ متر ارتفاع است که در مرز با جمهوری آذربایجان قرار دارد و جنوبی‌ترین نقطهٔ روسیه در هفت کیلومتری جنوب قله بازاردوز واقع شده است. از دیگر کوه‌های مهم داغستان می‌توان به دیکلوسمتا (۴٫۲۸۵ متر)، کوه آدالا-شوخگلمیر (۴٫۱۵۲ متر) و کوه دیولتی‌داغ (۴٫۱۲۷ متر) اشاره کرد.
بیشینهٔ فاصلهٔ شمال به جنوب داغستان ۴۰۰ کیلومتر و حداکثر فاصله شرق به غرب آن ۲۰۰ کیلومتر است. در این جمهوری بیش از ۱۸۰۰ رودخانه وجود دارد. رودخانه‌های اصلی آن عبارتند از:
- سولاک
- سامور
- تِرِک
- ولاداس
- کسنتر

در داغستان ذخایر نفت، گاز، زغال‌سنگ و مواد معدنی دیگر وجود دارد. آب‌وهوای آن گرم و خشک در تابستان است اما در مناطق کوهستانی زمستان سختی حکم‌فرما است. این جمهوری منطقهٔ ترانزیتی مهمی در مسیر روسیه به قفقاز است.

## تاریخچه داغستان

### دوران نفوذ ایران

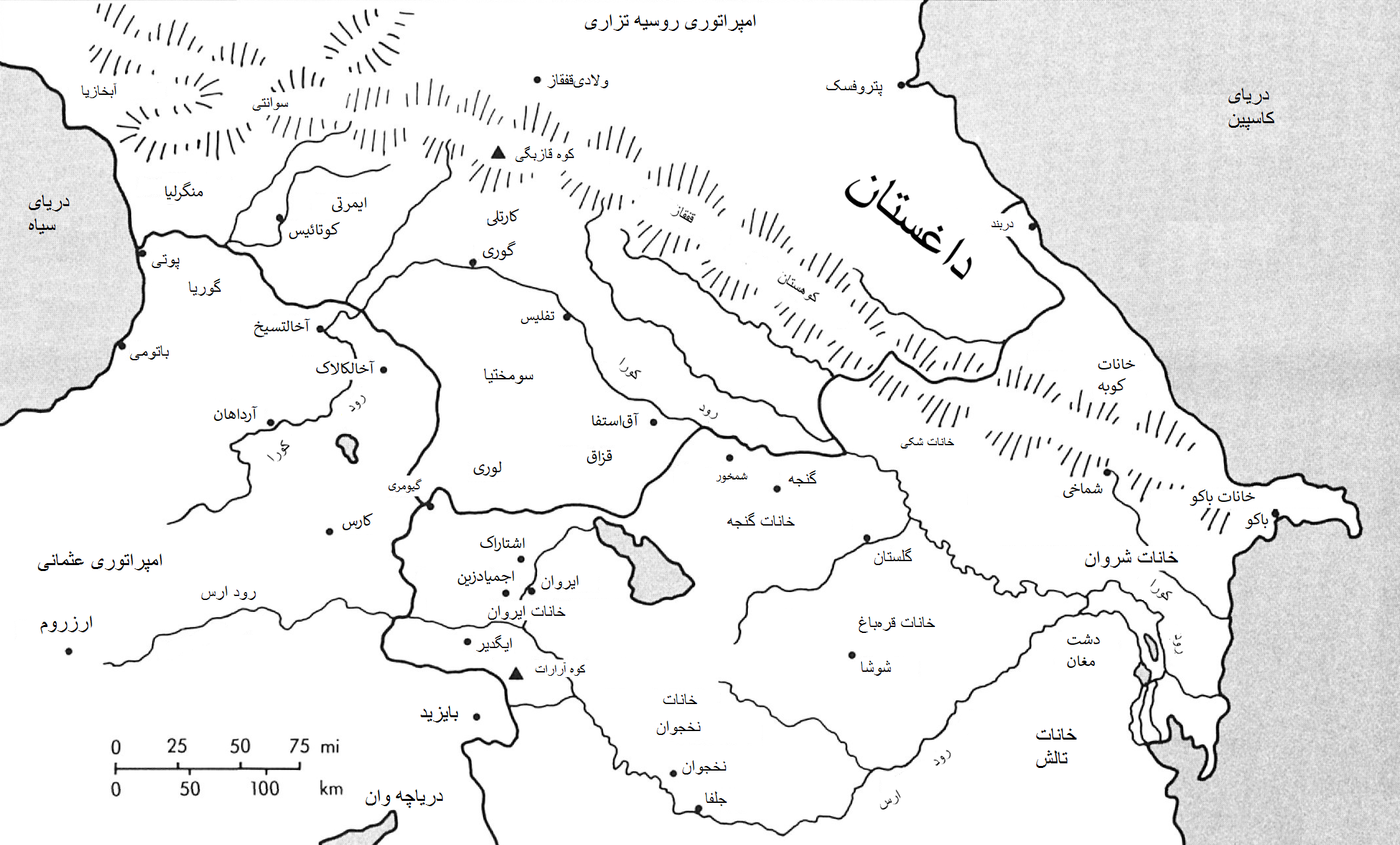
نقشه قفقاز در اوایل قرن نوزدهم میلادی

پیوستن آلبانیای قفقاز به ایران در زمان حکومت شاپور یکم ساسانی صورت گرفت. بنابر اطلاعات موجود داغستانی‌ها در لشکرکشی‌های فرمانروایان ساسانی و به‌ویژه شاپور دوم شرکت می‌کردند. به‌تدریج دین زرتشتی در داغستان گسترش یافت و ایرانیان استحکاماتی را در داغستان ساختند که یکی از آن‌ها شهر دربند و دیوار دفاعی طویل و معروف دربند می‌باشد.
شهر دربند به عنوان بخشی از داغستان گذرگاه ورود آلان‌ها، خزرها، و سایر اقوام بیابان‌گرد به ایران بوده است؛ بنابراین حکومت‌های ایرانی در روزگار باستان برای حفاظت از ایران حاکمان ویژه‌ای در این منطقه برمی‌گماردند.
پس از ساخت دیوار حفاظتی دربند، مهاجرت مردم ایران به این شهر آغاز شد. طبق اطلاعات اثر معروف دربندنامه، سه هزار خانوار از مناطق داخل ایران به دربند منتقل شدند و بر پایهٔ آختی‌نامه، انوشیروان ۶۰ خانوار و ۳۰۰ نفر سپاهی به قلعه‌ای در نزدیکی روستای آختی منتقل ساخت.
در سدهٔ چهارم میلادی هون‌ها نوار ساحلی داغستان در شمال دربند را تصرف کردند. در این سده، شهرهای نسبتاً بزرگی در امتداد ساحل به‌وجود آمد نظیر دربند، سَمَندَر، و زره‌گران (کوباچی).

### دوران نفوذ عرب‌ها
داغستان از ۶۶۴ میلادی پیوسته مورد حملهٔ عرب‌ها قرار می‌گرفت. مردم منطقه با کمک امپراتوری خزرها موفق به مقاومت در برابر حملهٔ اعراب شدند. در نیمهٔ اول قرن هشتم (در زمان خلافت هشام)، اعراب موفق شدند پایگاهی در دربند ایجاد کنند. این منطقه در سده‌های چهارم و پنجم به دولت آلبانیا تعلق داشت که مسیحیت در مناطق ساحلی و کوهستانی آن اشاعه داشت. وقتی اعراب اسلام را عرضه کردند، تعدادی از قبایل مانند کاتیاک‌ها، لک‌ها و تبرسرانی‌ها اسلام را پذیرفتند، اما گرویدن همهٔ این اقوام به اسلام، تا سدهٔ شانزدهم و پس از آن به طول انجامید.
اعراب مسلمان برای محافظت از خلافت عربی در مقابل حملات خزرها، در دربند استحکاماتی بنا کردند. عناوین تعدادی از مناطق مسکونی که تا کنون نیز باقی مانده است گواه نقاط دفاعی در دربند است. در اینجا می‌توان از محمدیه، اغلبی و دیگر عناوین نام برد. علاوه بر آن اعراب، مهاجران شرق مسلمان را در تمام منطقه ساکن کردند. به‌نوشتهٔ تاریخ‌نگاران در دوران مختلف در دربند و داغستان جنوبی، ده‌ها هزار خانواده از عراق و شام و دیگر نواحی جهان عرب در آنجا ساکن شده بودند. در خود دربند ۲۴ هزار جنگجوی عرب با خانواده‌هایشان ساکن شده بودند.

#### نادرشاه و داغستان
داغستان از نظر جغرافیایی در شمالی‌ترین بخش متصرفات حکومت صفوی قرار داشت. پس از سقوط حکومت صفویه، این سرزمین توسط روس‌ها و عثمانی‌ها اشغال شد. پیوندهای مذهبی بین اغلب ساکنان داغستان با عثمانی موجب روابط گسترده آن‌ها با یکدیگر شد. این مسئله بعدها در عصر نادرشاه یکی از دلایل سیاست‌های جنگی نادر در برابر حاکمان داغستان بود. نادرشاه برای تسلط کامل بر داغستان سه بار به این ایالت لشکرکشی کرد. با وجود این که وی در ظاهر به پیروزی‌هایی دست یافت، اما به‌طور کامل نتوانست داغستانی‌ها را مغلوب کند. علت ناکامی‌های نادر علاوه بر شرایط کوهستانی و سخت منطقه، روابط پنهانی و حمایت عثمانی از حاکمان داغستان به دلیل منافع عثمانی و روسیه در داغستان بود. از مهم‌ترین پی آمدهای این هجوم، شکست نادر در برابر کوه‌نشینان لزگی و آغاز ناکامی‌های وی در سایر مناطق ایران بود. نحوه برخورد ظالمانه نادر نقش زیادی در گرایش‌های بعدی مردم داغستان به روسیه و عثمانی داشت، به‌طوری که داغستانی‌ها از حاکمیت ایران بر داغستان آزرده شدند.

### قیام شیخ شامل
روس‌ها پس از تصرف داغستان با قیام شیخ شامل داغستانی روبه‌رو شدند. او رهبر جنبش اسلامی داغستان در قرن نوزدهم میلادی و از قوم «آوار» بود. او در روستای کوهستانی گمری واقع در شمال شرق داغستان در ۱۲۱۲ ق/ ۱۷۹۷ به دنیا آمد. تولد شیخ شامل تقریباً با روی کار آمدن فتحعلی‌شاه در ایران هم‌زمان است. ایران که در دو جنگ پی در پی کل منطقه شمال رود ارس را به روس‌ها واگذار کرده‌بود دیگر توان مبارزه نداشت و پس از آن الحاق مجدد این منطقه به ایران آرزویی بیش نبود، ولی اهالی منطقه قفقاز و رهبر آنان شیخ شامل، به نبرد علیه روس‌ها ادامه دادند. جنگ‌های سی و پنج ساله شیخ شامل از مهم‌ترین رویدادهای این منطقه است. سرانجام مقاومت شیخ شامل به دلیل خستگی مردم شمال قفقاز، برتری کمی نیروی روس‌ها و برتری کیفی تسلیحات روس‌ها و حمایت نکردن قدرت‌های همسایه (ایران و عثمانی) درهم شکست. مرگ شیخ شامل در ۲۵ ذیقعده ۱۲۸۷ در مدینه عربستان اتفاق افتاد، ولی مقاومت‌های کوچک منطقه‌ای همچنان ادامه داشت هرچند روس‌ها منطقه قفقاز و جنوب آن تا مرز ایران را فتح کرده بودند.

### پیشینه ادبی
روند اسلامی شدن که در داغستان از قرن هفتم تا قرن شانزدهم میلادی ادامه داشت، با رواج زبان عربی و فرهنگ کتابت عربی همراه بود. این امر انگیزه‌ای بود برای ساخت مکتب‌خانه‌ها و مدارس و یادگیری زبان قرآن و رواج ادبیات قرآنی. این دوره به چند مرحله تقسیم می‌شد. مرحله اول - قرون دهم تا پانزدهم که در آن زمان اسلام در داغستان رواج یافت؛ و همراه با دین اسلام، زبان عربی نیز در آنجا ریشه دواند. در این مرحله، دست‌نوشته‌هایی از شرق عربی به داغستان رسیدند. اما همزمان، داغستانی‌ها، نه تنها به مطالعه این دست‌نوشته‌ها می‌پرداختند، بلکه آن‌ها را رونویسی می‌کردند. به‌طور موازی یک مرحله دیگر جریان داشت: از قرن دهم داغستانی‌ها، دستنوشته‌های خاص خود را به زبان عربی خلق کردند. زبان نوشتاری میانجی بین اقدام مختلف داغستان در دوره‌ای زبان عربی بود.
اما از سوی دیگر در داغستان، نگارش به زبان‌های بومی منطقه ریشه ژرفی ندارد، به‌طوری که تا قرن هفدهم از وجود کتابخانه در داغستان ذکری به میان نیامده است. در سده نوزدهم بواسطه توجه شایان به مذهب و فعالیت فرقه نقشبندیه علاقه به سواد و کتابت و به خصوص قرائت متون مذهبی در داغستان فزونی گرفت. از قرار معلوم آوارها نخستین قوم داغستانی بودند که به فکر وضع خط افتادند و در سده هفدهم دو نوع خط برای زبان خود پدیدآوردند که یکی بر مبنای الفبای عربی و دیگری الفبای مخصوص آواری بود. با وجود این، کاربرد این خط‌ها اندک بود. به تاسی از اوارها قوم لاق در سده هجدهم، و قموق و درغه و لزگی در قرن نوزدهم زبان خود را به قید خط عربی درآوردند و آثار محدودی تألیف نمودند. زبان ترکی قموقی که به دلیل نفوذ قموق‌ها در قرن نوزدهم اعتباری یافته بود، در ابتدای حکومت شوروی به عنوان زبان ارتباطی سراسر داغستان نامزد شد، اما در این راه هرگز توفیقی بدست نیاورد.

### مناقشات قومی
شمال قفقاز برای مدت ۲۰۰ سال دستخوش آشوب‌ها و بلاهای بسیاری بوده است و مردم به‌طور گسترده آسیب دیدگان اصلی بوده‌اند. بعد از جنگ‌های ۱۰۰ سالهٔ قفقاز، ۵۰ سال رکود دورهٔ تزاری و بیش از ۷۰ سال حکومت دوران شوروی، با فروپاشی شوروی مردم و اقوام قفقاز فرصتی برای ملی‌گرایی پیدا کردند. در ۱۹۹۱م. نیازی فوری برای تغییر احساس شد، زمانی که از سلطه روس‌ها رها شده، فرصتی بود برای ملل کوچک و تحت فشار که به جامعهٔ بین‌المللی بپیوندند.

## جمعیت‌شناسی

### اقوام
اقوام قفقازی (شامل آوارها، دارگین‌ها و لزگی‌ها) حدود ۶۱ درصد، اقوام تُرک‌زبان (شامل قُموق‌ها، نوقایی‌ها و آذربایجانی‌ها) حدود ۲۱ درصد، لاک‌ها حدود ۶ درصد، تات‌ها ۴ درصد، روس‌ها نیز حدود ۴ درصد و تاباساری‌ها حدود ۳ درصد از جمعیت داغستان را تشکیل می‌دهند.
|              | سرشماری ۱۹۲۶    | سرشماری ۱۹۳۹    | سرشماری ۱۹۵۹    | سرشماری ۱۹۷۰    | سرشماری ۱۹۷۹    | سرشماری ۱۹۸۹    | سرشماری ۲۰۰۲    | سرشماری ۲۰۱۰    |
| ------------ | --------------- | --------------- | --------------- | --------------- | --------------- | --------------- | --------------- | --------------- |
| آوارها       | ۱۷۷٬۱۸۹ (۲۲٫۵٪) | ۲۳۰٬۴۸۸ (۲۴٫۸٪) | ۲۳۹٬۳۷۳ (۲۲٫۵٪) | ۳۴۹٬۳۰۴ (۲۴٫۵٪) | ۴۱۸٬۶۳۴ (۲۵٫۷٪) | ۴۹۶٬۰۷۷ (۲۷٫۵٪) | ۷۵۸٬۴۳۸ (۲۹٫۴٪) | ۸۵۰٬۰۱۱ (۲۹٫۴٪) |
| دارگین‌ها     | ۱۲۵٬۷۰۷ (۱۶٫۰٪) | ۱۵۰٬۴۲۱ (۱۶٫۲٪) | ۱۴۸٬۱۹۴ (۱۳٫۹٪) | ۲۰۷٬۷۷۶ (۱۴٫۵٪) | ۲۴۶٬۸۵۴ (۱۵٫۲٪) | ۲۸۰٬۴۳۱ (۱۵٫۶٪) | ۴۲۵٬۵۲۶ (۱۶٫۵٪) | ۴۹۰٬۳۸۴ (۱۷٫۰٪) |
| قموق‌ها       | ۸۷٬۹۶۰ (۱۱٫۲٪)  | ۱۰۰٬۰۵۳ (۱۰٫۸٪) | ۱۲۰٬۸۵۹ (۱۱٫۴٪) | ۱۶۹٬۰۱۹ (۱۱٫۸٪) | ۲۰۲٬۲۹۷ (۱۲٫۴٪) | ۲۳۱٬۸۰۵ (۱۲٫۹٪) | ۳۶۵٬۸۰۴ (۱۴٫۲٪) | ۴۳۱٬۷۳۶ (۱۴٫۹٪) |
| لزگی‌ها       | ۹۰٬۵۰۹ (۱۱٫۵٪)  | ۹۶٬۷۲۳ (۱۰٫۴٪)  | ۱۰۸٬۶۱۵ (۱۰٫۲٪) | ۱۶۲٬۷۲۱ (۱۱٫۴٪) | ۱۸۸٬۸۰۴ (۱۱٫۶٪) | ۲۰۴٬۳۷۰ (۱۱٫۳٪) | ۳۳۶٬۶۹۸ (۱۳٫۱٪) | ۳۸۵٬۲۴۰ (۱۳٫۳٪) |
| لاک‌ها        | ۳۹٬۸۷۸ (۵٫۱٪)   | ۵۱٬۶۷۱ (۵٫۶٪)   | ۵۳٬۴۵۱ (۵٫۰٪)   | ۷۲٬۲۴۰ (۵٫۱٪)   | ۸۳٬۴۵۷ (۵٫۱٪)   | ۹۱٬۶۸۲ (۵٫۱٪)   | ۱۳۹٬۷۳۲ (۵٫۴٪)  | ۱۶۱٬۲۷۶ (۵٫۶٪)  |
| آذربایجانی‌ها | ۲۳٬۴۲۸ (۳٫۰٪)   | ۳۱٬۱۴۱ (۳٫۳٪)   | ۳۸٬۲۲۴ (۳٫۶٪)   | ۵۴٬۴۰۳ (۳٫۸٪)   | ۶۴٬۵۱۴ (۴٫۰٪)   | ۷۵٬۴۶۳ (۴٫۲٪)   | ۱۱۱٬۶۵۶ (۴٫۳٪)  | ۱۳۰٬۹۱۹ (۴٫۵٪)  |
| تاباساری‌ها   | ۳۱٬۹۱۵ (۴٫۰٪)   | ۳۳٬۴۳۲ (۳٫۶٪)   | ۳۳٬۵۴۸ (۳٫۲٪)   | ۵۳٬۲۵۳ (۳٫۷٪)   | ۷۱٬۷۲۲ (۴٫۴٪)   | ۷۸٬۱۹۶ (۴٫۳٪)   | ۱۰۱٬۱۵۲ (۴٫۳٪)  | ۱۱۸٬۸۴۸ (۴٫۱٪)  |
| روس‌ها        | ۹۸٬۱۹۷ (۱۲٫۵٪)  | ۱۳۲٬۹۵۲ (۱۴٫۳٪) | ۲۱۳٬۷۵۴ (۲۰٫۱٪) | ۲۰۹٬۵۷۰ (۱۴٫۷٪) | ۱۸۹٬۴۷۴ (۱۱٫۶٪) | ۱۶۵٬۹۴۰ (۹٫۲٪)  | ۱۲۰٬۸۷۵ (۴٫۷٪)  | ۱۰۴٬۰۲۰ (۳٫۶٪)  |
| چچن‌ها        | ۲۱٬۸۵۱ (۲٫۸٪)   | ۲۶٬۴۱۹ (۲٫۸٪)   | ۱۲٬۷۹۸ (۱٫۲٪)   | ۳۹٬۹۶۵ (۲٫۸٪)   | ۴۹٬۲۲۷ (۳٫۰٪)   | ۵۷٬۸۷۷ (۳٫۲٪)   | ۸۷٬۸۶۷ (۳٫۴٪)   | ۹۳٬۶۵۸ (۳٫۲٪)   |
| نوقایی‌ها     | ۲۶٬۰۸۶ (۳٫۳٪)   | ۴٬۶۷۷ (۰٫۵٪)    | ۱۴٬۹۳۹ (۱٫۴٪)   | ۲۱٬۷۵۰ (۱٫۵٪)   | ۲۴٬۹۷۷ (۱٫۵٪)   | ۲۸٬۲۹۴ (۱٫۶٪)   | ۳۸٬۱۶۸ (۱٫۵٪)   | ۴۰٬۴۰۷ (۱٫۴٪)   |
| آغول‌ها       | ۷٬۶۵۳ (۱٫۰٪)    |                 | ۶٬۳۷۸ (۰٫۶٪)    | ۸٬۶۴۴ (۰٫۶٪)    | ۱۱٬۴۵۹ (۰٫۷٪)   | ۱۳٬۷۹۱ (۰٫۸٪)   | ۲۳٬۳۱۴ (۰٫۹٪)   | ۲۸٬۰۵۴ (۱٫۰٪)   |
| روتول‌ها      | ۱۰٬۳۳۳ (۱٫۳٪)   |                 | ۶٬۵۶۶ (۰٫۶٪)    | ۱۱٬۷۹۹ (۰٫۸٪)   | ۱۴٬۲۸۸ (۰٫۹٪)   | ۱۴٬۹۵۵ (۰٫۸٪)   | ۲۴٬۲۹۸ (۱٫۰٪)   | ۲۷٬۸۴۹ (۱٫۰٪)   |
| ساخورها      | ۳٬۵۳۱ (۰٫۴٪)    |                 | ۴٬۲۷۸ (۰٫۴٪)    | ۴٬۳۰۹ (۰٫۳٪)    | ۴٬۵۶۰ (۰٫۳٪)    | ۵٬۱۹۴ (۰٫۳٪)    | ۸٬۱۶۸ (۰٫۳٪)    | ۹٬۷۷۱ (۰٫۳٪)    |
| سایر         | ۴۳٬۸۶۱ (۵٫۶٪)   | ۵۲٬۰۳۱ (۵٫۶٪)   | ۶۱٬۴۹۵ (۵٫۸٪)   | ۶۳٬۷۸۷ (۴٫۵٪)   | ۵۷٬۸۹۲ (۳٫۶٪)   | ۵۸٬۱۱۳ (۳٫۲٪)   | ۲۵٬۸۳۵ (۱٫۰٪)   | ۱۹٬۶۴۶ (۰٫۷٪)   |

### مذهب
مذهب در داغستان (۲۰۱۲)
مطابق با نتایج سرشماری سال ۲۰۱۲ میلادی، ۸۲٫۶ درصد از جمعیت داغستان را مسلمانان تشکیل می‌دهند که اکثراً سنی مذهب هستند و تعداد کمی هم شیعه مذهب هستند (حدود ۴ درصد یا جمعیتی ۸۰ هزار نفری مسلمانان را تشکیل می‌دهد). حدود ۲٫۴ درصد از مردم داغستان به کلیسای ارتدکس روسیه اعتقاد دارند. حدود ۱ درصد خود را مسیحی اعلام کرده‌اند. حدود ۲ درصد گفته‌اند که به پاگانیسم (باورهای قبیله‌ای چندخدایی) اعتقاد دارند. حدود ۸٫۶ درصد بیان داشته‌اند که چندان مذهبی نیستند و این در حالی است که ۲ درصد خود را بی‌خدا معرفی کرده و ۱٫۸ درصد نیز در یا در خصوص مذهب خود سکوت کرده‌اند یا از مذاهب دیگر هستند.

### ورزش

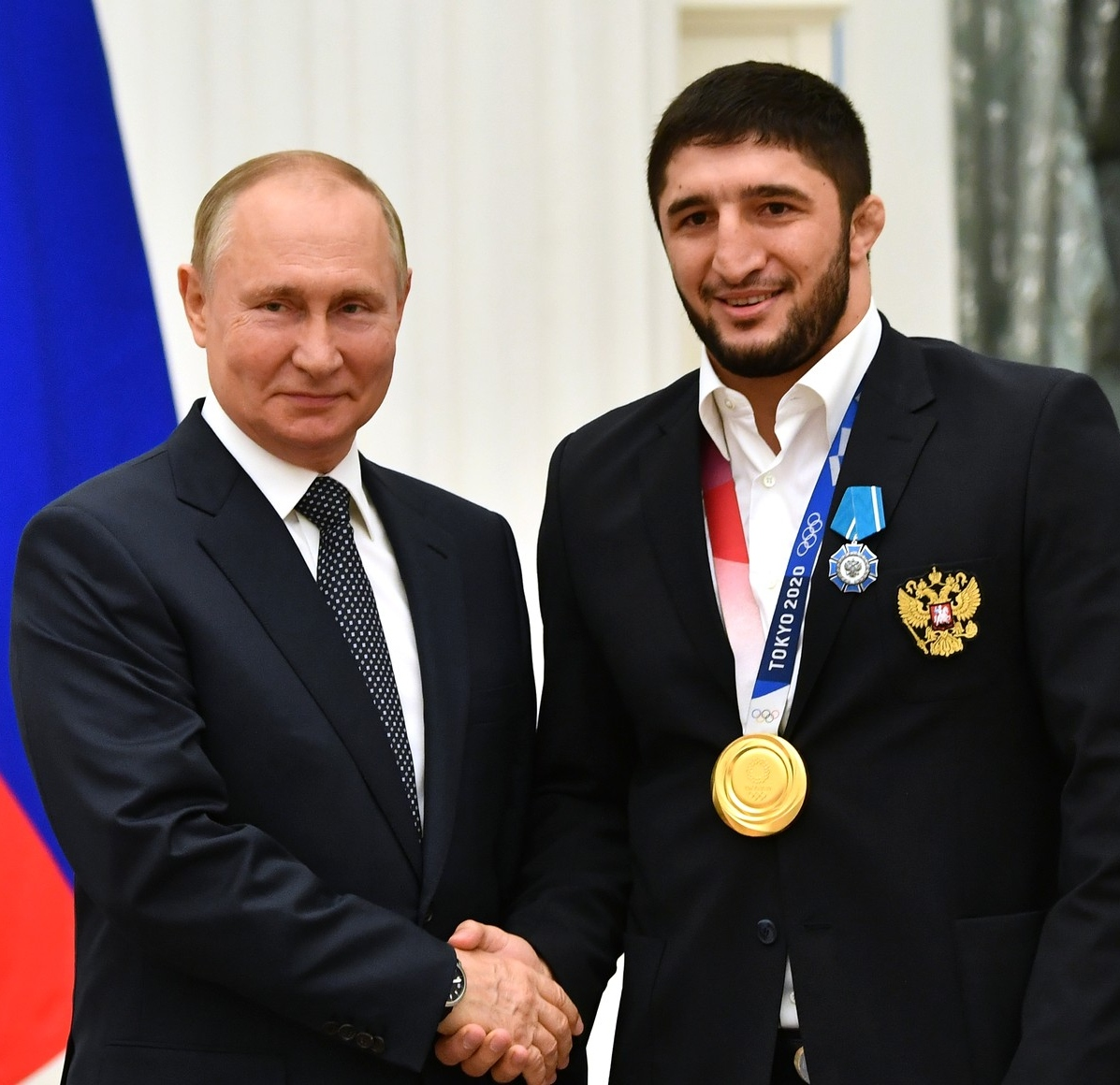
عبدالرشید سعدالله‌اف کشتی‌گیر داغستانی همراه‌با پوتین رئیس‌جمهور روسیه

داغستانی‌ها به شوخی می‌گویند که داغستان باید با توجه به جمعیت خود در رتبهٔ اول جدول مدال‌های المپیک قرار داشته باشد. حرفی که چندان هم بیراه نیست. در دو المپیک ۲۰۰۴ آتن و ۲۰۰۸ پکن ورزشکاران داغستانی در دو رشتهٔ کشتی آزاد و بوکس ۶ مدال طلا، ۳ نقره و چهار برنز دریافت کرده‌اند. کشتی در این منطقه ریشه تاریخی دارد. این منطقه در طول تاریخ شاهد تهاجمات متعددی بوده که باعث تکامل کشتی و هنرهای رزمی در آن شده است. اغلب پسرهای داغستانی از اوان کودکی دفاع از خود را می‌آموزند و هیچ مراسمی در داغستان بدون مسابقهٔ کشتی انجام نمی‌شود. علاوه بر کشتی ورزشکاران داغستانی در رشته‌های رزمی، تیراندازی با تپانچه، سوارکاری و تیروکمان نیز در زمرهٔ ورزشکاران برتر دنیا قرار دارند.

## نظامی
مرکز ناوگان دریای خزر متعلق به نیروی دریایی روسیه در بندر کاسپیسک در مخاچ قلعه قرار دارد.

## نگارخانه

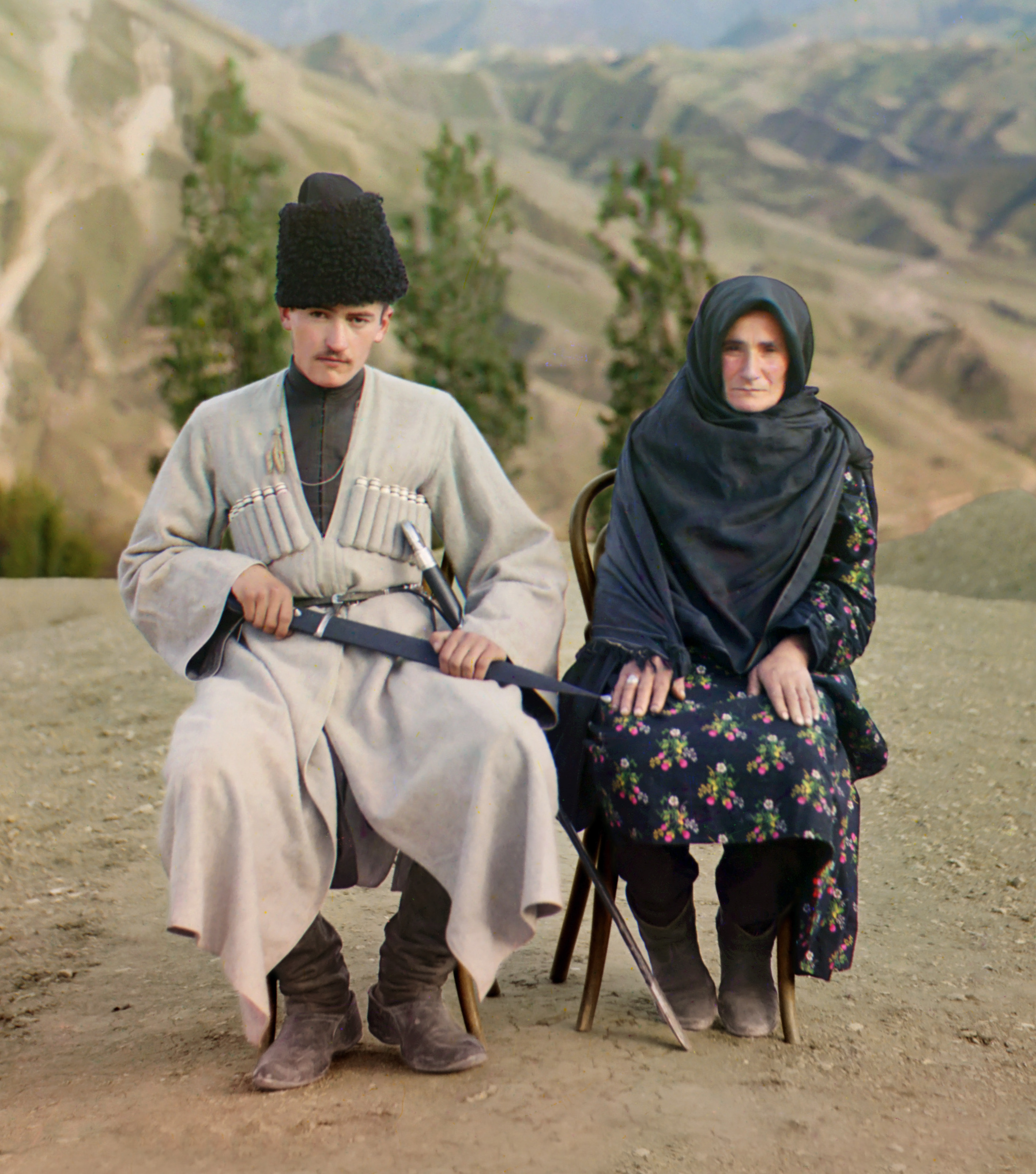
زن و مرد داغستانی
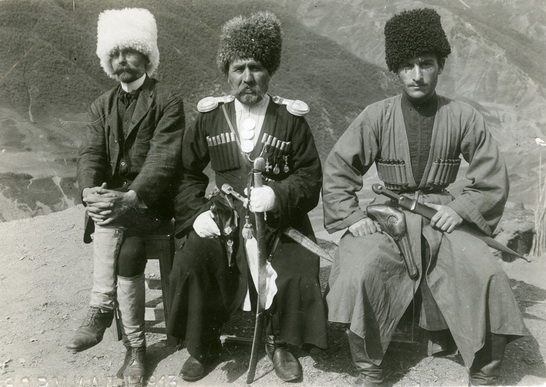
مردم قوم تسوزی، بومی داغستان
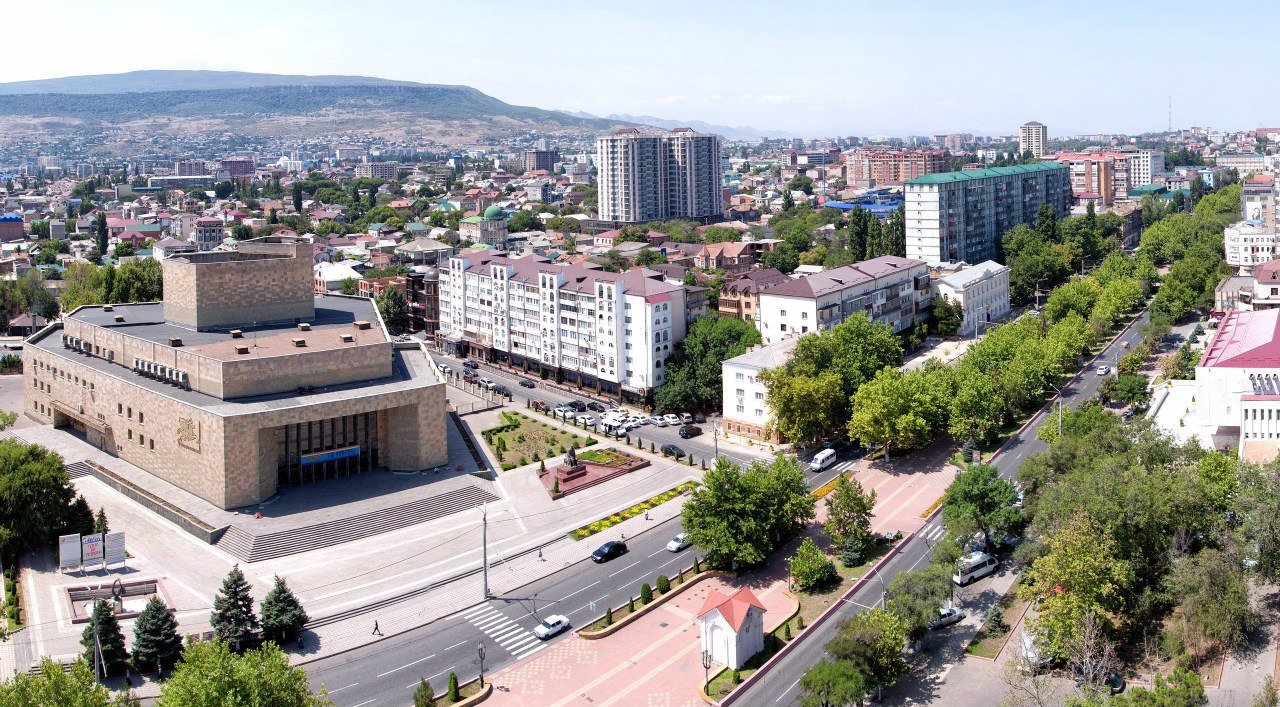
مخاچ‌قلعه
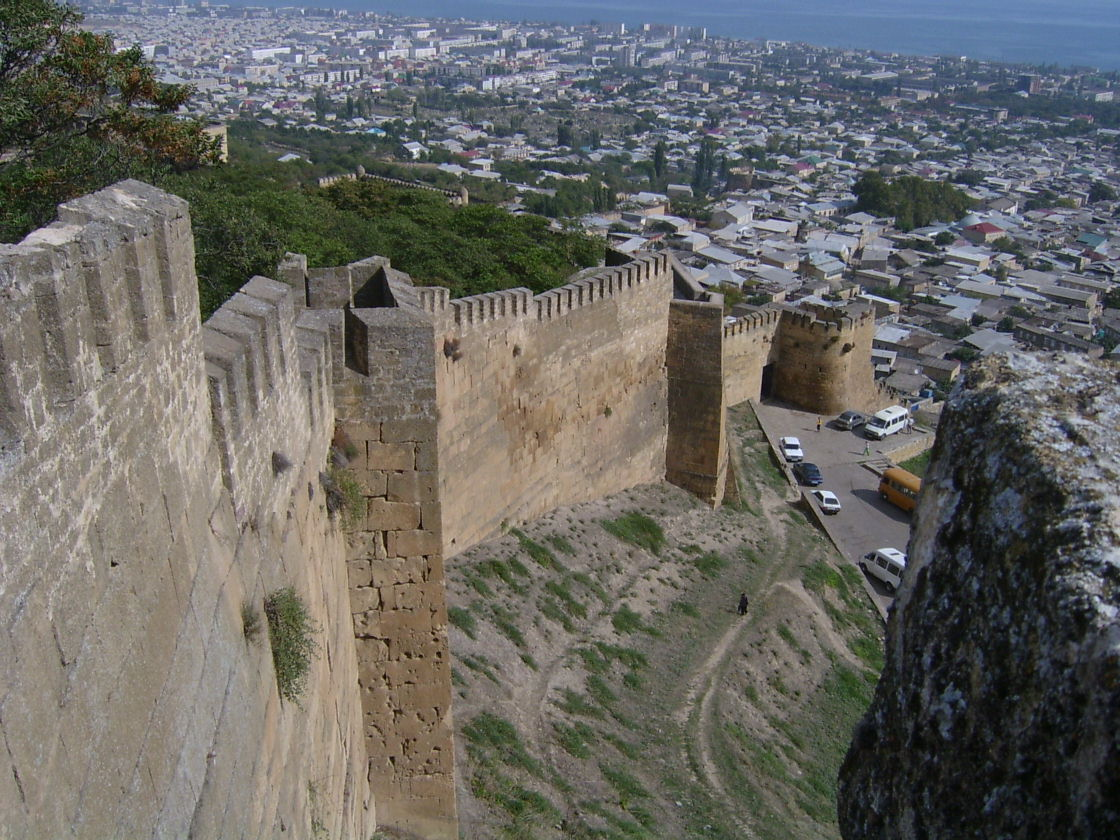
دربند، دومین شهر داغستان
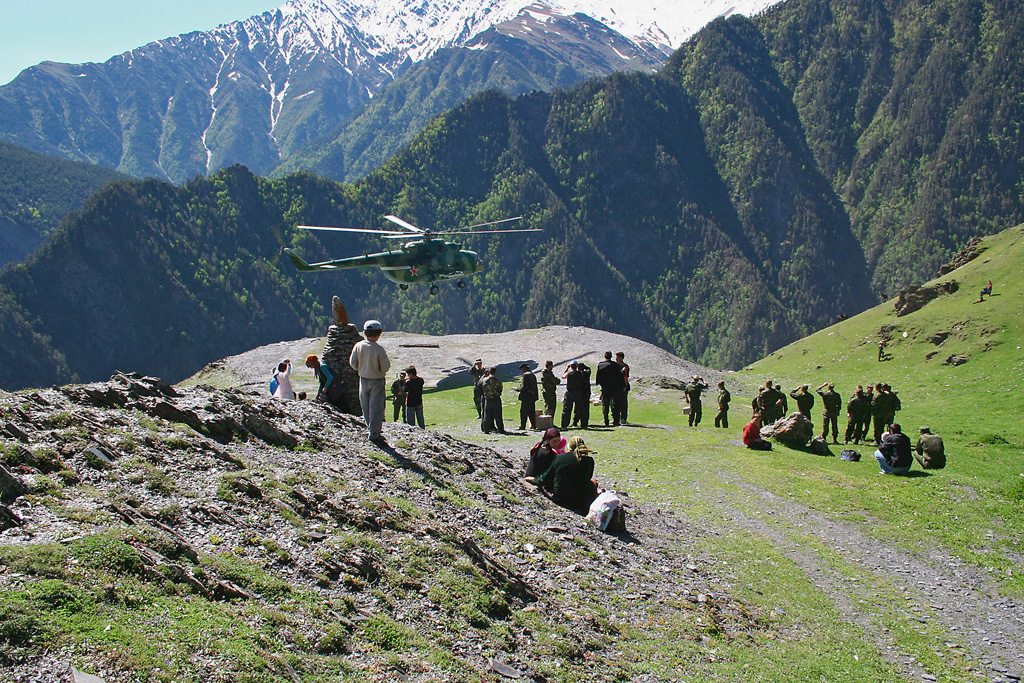
رساندن آذوقه با بالگرد به گارد مرزی در روستای خوشِت
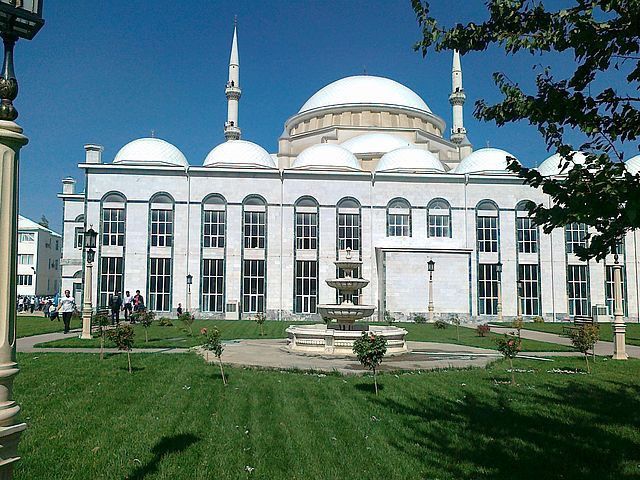
مسجد جامع مخاچ‌قلعه